# Christine Laser
Christine Laser z domu Bodner (ur. 19 marca 1951 w Mattstedt) – niemiecka lekkoatletka reprezentująca NRD,  specjalistka pięcioboju, wicemistrzyni olimpijska z 1976.
Trzykrotnie startowała w pięcioboju na igrzyskach olimpijskich. Zajęła 4. miejsce na igrzyskach olimpijskich w 1972 w Monachium.
Zdobyła srebrny medal na igrzyskach olimpijskich w 1976 w Montrealu uzyskując 4745 punktów. Taki sam wynik miała jej koleżanka z reprezentacji Siegrun Siegl, ale zgodnie z ówczesnymi przepisami była od niej lepsza w trzech konkurencjach i to ona zdobyła złoty medal. Brązowy medal wywalczyła również reprezentantka NRD Burglinde Pollak. Laser nie ukończyła pięcioboju na igrzyskach olimpijskich w 1980 w Moskwie.
Laser była mistrzynią NRD w pięcioboju w 1972, wicemistrzynią w 1975 i brązową medalistką w 1969. Zdobyła również srebrny medal w biegu na 100 metrów przez płotki i brązowy medal w skoku w dal, oba w 1975. Była halową mistrzynią NRD w pięcioboju w 1975 i 1980.
Rekordy życiowe:
| Konkurencja | Data i miejsce          | Wynik     |
| ----------- | ----------------------- | --------- |
| pięciobój   | 26 lipca 1976, Montreal | 4745 pkt. |